# Homalomena ardua
Homalomena ardua är en kallaväxtart som beskrevs av Peter Charles Boyce och S.Y.Wong. Homalomena ardua ingår i släktet Homalomena och familjen kallaväxter. Inga underarter finns listade.